# Казе Бечи (Анкона)
Казе Бечи је насеље у Италији у округу Анкона, региону Марке.
Према процени из 2011. у насељу је живело 32 становника. Насеље се налази на надморској висини од 40 м.